# Stazione di Castiglione in Teverina
La stazione di Castiglione in Teverina fu attivata il 10 marzo 1874. È posta al km 111+974 della linea ferroviaria Firenze-Roma, detta anche Linea Lenta. Nonostante la denominazione, l'impianto sorge nel territorio comunale di Orvieto, ad una distanza di 4 chilometri dal centro di Castiglione. Trasformata in impianto di servizio (Posto di Comunicazione) è stata esclusa dal servizio viaggiatori.
La stazione era dotata di 3 binari, di cui l'1 e il 3 costituiscono i binari di corsa della Linea Lenta. Dalla trasformazione in posto di comunicazione rimangono solo i due binari di corsa, l'1 e il 3.
Il P.C. Castiglione in Teverina viene gestito, di massima, dall'Apparato Centralizzato Computerizzato Multistazione in telecomando dal CTC di Firenze Campo di Marte; può essere presenziato a distanza dal Dirigente Movimento del Posto Centrale Multistazione di Orvieto.